# Bilal Hassani
Bilal Hassani (Párizs, 1999. szeptember 9. –) marokkói származású francia énekes és dalszerző. Ő képviselte Franciaországot a 2019-es Eurovíziós Dalfesztiválon, Tel-Avivban a Roi című dalával.

## Karrier
Hassani ötévesen kezdett énekelni a családja előtt, majd később énekórákra járt. 2015-ben részt vett a francia The Voice Kids második évadában, aminek válogatóján Conchita Wurst a 2014-es Eurovíziós Dalfesztivál győztesének dalát, a Rise Like a Phoenix-et adta elő. A műsorban mestere Patrick Fiori volt, aki az 1993-as dalversenyen képviselte Franciaországot.
2018 decemberében bejelentették, hogy Hassani bekerült a France 2 francia közszolgálati televízió Destination Eurovision elnevezésű nemzeti dalválasztó műsor tizennyolc előadója közé a Roi magyarul: Király című dalával, ami az önelfogadásról és a toleranciáról szól. A műsor első elődöntőjéből az első helyen jutott tovább a január 26-án rendezett döntőbe, amit végül kereken 200 ponttal megnyert. Győzelme a nézői szavazatoknak köszönhető, hiszen a nemzetközi zsűriknél a csupán az ötödik helyet szerezte meg. Versenydalának társszerzője a Madame Monsieur, akik a 2018-as dalfesztivál francia indulóiként képviselték hazájukat.
Hassani a 2019-es Eurovíziós Dalfesztiválon a május 18-i döntőben lépett színpadra.

## Diszkográfia

### Kislemezek
- Wanna Be (2016)
- Follow Me (2017)
- House Down (2017)
- Shadows (2018)
- Heaven with You (2018) - közreműködik Anton Wick
- Hot City (2018) - közreműködik Leon Markcus
- Mash Up (2018) - közreműködik Copines és Tout Oublier
- Roi (2019)
- Jaloux (2019)